# 相野谷村
相野谷村（おのだにむら）は三重県南牟婁郡にあった村。現在の紀宝町の北部、相野谷川の上流域にあたる。

## 地理
- 山岳：大烏帽子山、女郎ヶ峰、大地山、高山、子ノ泊山
- 河川：相野谷川

## 歴史
- 1889年（明治22年）4月1日 - 町村制の施行により、大里村・井内村・平尾井村・阪松原村・桐原村の区域をもって発足。
- 1954年（昭和29年）10月31日 - 井田村・御船村と合併して紀宝町が発足。同日相野谷村廃止。

## 経済

### 産業
農業
『大日本篤農家名鑑』によれば相野谷村の篤農家は、「赤井格太郎、鈴木安吉、堀彦市、鈴木保平、寺尾徳松、有城寅太郎」などである。

## 出身・ゆかりのある人物
- 古畑種基（法医学者、医学博士、東京大学名誉教授） - 平尾井生まれ。